# Lamprosema ossea
Lamprosema ossea là một loài bướm đêm trong họ Crambidae.